# Алеандро Розі
Алеандро Розі (італ. Aleandro Rosi; нар. 17 травня 1987, Рим, Італія) — італійський футболіст, правий захисник клубу «Перуджа». Володар Кубка і Суперкубка Італії.

## Життєпис
Народився в римському районі Гарбателла 17 травня 1987. У віці 10 років вступив в дитячу школу «Лаціо» а вже за два роки, в 1999-му перейшов в академію «Роми». У 17 років потрапляє в заявку основної команди на сезон 2004/05.

### «Рома»
28 травня 2005 року дебютує в Серії А вийшовши на заміну за три хвилини до кінця гри в домашньому матчі проти «К'єво» (0: 0). З прімаверою «Роми» виграє юнацький чемпіонат Італії сезону 2004/05. На початку наступного сезону Лучано Спаллетті, якого призначили новим напутником «Роми», називає Розі майбутнім клубу і дає йому більше ігрового часу. Завдяки травм основних гравців 18-річний молодик отримує можливість зіграти в 26 матчах сезону 2005/06, включаючи три гри в Кубку УЄФА. 24 вересня 2006 забиває свій перший в кар'єрі гол. Це трапилось у матчі проти «Парми». В останньому турі Серії А 2006/07 забиває знову, чим допоміг «Ромі» здобути перемогу над «Мессіною» з рахунком 4: 3.

### «К'єво», «Ліворно», «Сієна»
На початку сезону 2007/08, вигравши з «Ромою» Суперкубок Італії, Розі відправляється в оренду в «К'єво», який виступає в Серії Б. Веронський клуб виграє чемпіонат і отримує путівку у вищий дивізіон, проте для Рози чи не знаходиться постійного місця в основному складі і влітку 2008 року, записавши на свій рахунок 16 матчів за «К'єво» гравець повертається до Риму. Наступний сезон він також проводить в оренді в Серії Б - в «Ліворно», де стає основним гравцем (42 гри за сезон) і допомагає клубу завоювати місце у вищому дивізіоні в стикових матчах. Влітку 2009 року Рози переходить в «Сієну». За половину прав на гравця «Рома» отримує 1,2 млн євро.

### Повернення в «Рому»
За підсумками сезону 2009/10 «Сієна» вирушає в Серію Б, а Розі на правах оренди повертається в «Рому». 15 вересня 2010 він дебютує в Лізі чемпіонів, зігравши 90 хвилин в Мюнхені проти «Баварії» (0: 2). Влітку 2011 року «Рома» за 1,9 млн євро повністю викуповує у «Сієни» контракт Розі.

### «Парма»
Влітку 2012 року новим напутником «Роми» стає Зденек Земан. На передсезонному зборі команди в Австрії Земан відмовляється від послуг Розі. 7 серпня гравець розриває контракт з командою за взаємною згодою і підписує п'ятирічний контракт з «Пармою». 25 серпня дебютує за новий клуб у виїзному матчі першого туру чемпіонату проти володаря чинного чемпіона - «Ювентуса» а в наступному турі виходить на заміну наприкінці домашнього матчу з «К'єво» і через 5 хвилин забиває гол.

## Титули і досягнення
- Віце-чемпіон Італії (2):

«Рома»: 2005-06, 2006-07
- Володар Кубка Італії (1):

«Рома»:  2006-07
- Володар Суперкубка Італії (1):

«Рома»:  2007